# جئو
جئو (انگلیسی: Geo) شرکت خودروسازی آمریکایی بود، که در سال ۱۹۸۹ تأسیس و در سال ۲۰۰۴ منحل شد.